# Маркиз де Грамоса
Маркиз де Грамоса — испанский дворянский титул. Он был создан 19 сентября 1662 года вместе с титулом виконта де лас Вегас-де-Матуте королем Испании Филиппом IV для Педро Ибаньеса де Сеговии и Исаси Легисамона (1626—1673), который был сыном Педро Ибаньеса де Сеговии, 15-го сеньора де лас Вегас-де-Матуте, и Марианны де Исаси Манрике де Легисамон, дочери Доминго Мартинеса де Исаси, сеньора де Грамоса и Херес-де-лос-Кабальерос.

## Маркизы де Грамоса
|                                             | Титул                                                    | Период                                      |
| Креация создана королем Испании Филиппом IV | Креация создана королем Испании Филиппом IV              | Креация создана королем Испании Филиппом IV |
| ------------------------------------------- | -------------------------------------------------------- | ------------------------------------------- |
| I                                           | Педро Ибаньес де Сеговия и Исаси Легисамон               | 1662-1673                                   |
| II                                          | Педро Ибаньес де Сеговия и Идиакес                       | 1679 — ?                                    |
| III                                         | Микаэла Ибаньес де Сеговия и Исаси                       | ? — ?                                       |
| IV                                          | Мария Анна де Веласко и Ибаньес де Сеговия               | ? — ?                                       |
| V                                           | Мартин Педро де Кастехон Бельвис и Ибаньес               | 1721-1736                                   |
| VI                                          | Мартин Николас Гонсалес де Кастехон и Ибаньес де Сеговия | 1736-1752                                   |
| VII                                         | Мартин Мигель де Кастехон и Давила                       | 1752-1764                                   |
| VIII                                        | Мария дель Пилар де Кастехон и Сильва                    | 1764-1806                                   |
| IX                                          | Анна Мария де Кастехон и Давила                          | 1806-1815                                   |
| X                                           | Мария Луиза де Сильва и Кастехон Пачеко и Вильялонга     | 1815-1825                                   |
| XI                                          | Хуан Баутиста де Керальт и Сильва                        | 1825-1865                                   |
| XII                                         | Хуан Баутиста де Керальт и Буканери                      | 1865-1873                                   |
| XIII                                        | Иполито де Керальт и Бернальдо де Кирос                  | 1873 — ?                                    |
| XIV                                         | Энрике де Керальт и Фернандес-Макейра                    | ? — 1935                                    |
| XV                                          | Энрике де Керальт и Хил-Дельгадо                         | ? — ?                                       |
| XVI                                         | Энрике де Керальт и Чаварри                              | 1969-1998                                   |
| XVII                                        | Энрике де Керальт и Арагон                               | 1998 — настоящее время                      |

## История маркизов де Грамоса
- Педро Ибаньес де Сеговия и Исаси Легисамон (1626—1673), 1-й маркиз де Грамоса. Сын Педро Ибаньеса де Сеговии, 15-го сеньора де лас Вегас-де-Матуте, и Марианны де Исаси Манрике де Легисамон

1. Супруга — кузина Марианна (Мария) Хосефа де Идиакес и Исаси, дочь Педро де Идиакеса и Лобиано и Хуаны де Исаси Манрике де Легисамон. Ему наследовал их сын:

- Педро Ибаньес де Сеговия и Идиакес (? — ?), 2-й маркиз де Грамоса.

1. Супруга — Мария Эухения де Кордова Португаль и Мендоса, 5-я маркиза де Вильямайор де-лас-Иберниас, 7-я графиня де Вильярдомпардо.
2. Супруга — Изабель Анна де Кастилья и Лассо де Кастилья, 10-я сеньора де Хор. Ему наследовала его сестра:

- Микаэла Ибаньес де Сеговия и Исаси (? — ?), 3-я маркиза де Грамоса.

1. Супруг — Хуан де Веласко и Лик, 6-й граф де Салазар-де-Веласко, 8-й граф де Кастильново, 5-й маркиз ди Бельведере (Италия). Ей наследовала их дочь:

- Мария Анна де Веласко и Ибаньес де Сеговия (? — ?), 4-я маркиза де Грамоса, 7-я графиня де Салазар, 9-я графиня де Кастильново.

1. Супруг — Хуан де Идиакес и Эгуи (? — 1736), 1-й герцог де Гранада-де-Эга. Их брак был бездетным. Титул маркиза де Грамоса унаследовал племянник 1-го маркиза:

- Мартин Педро де Кастехон Бельвис и Ибаньес (1663—1736), 5-й маркиз де Грамоса, 1-й маркиз де Веламасан, 9-й маркиз де Лансароте, виконт де лас Вегас-де-Матуте. Сын Мартина Педро Гонсалеса де Кастехона и Бельвиса (1633—1699), 1-го маркиза де Веламасан, и Терезы Хасинты Ибаньес де Сеговия и Исаси.

1. Супруга — Тереза Ибаньес де Сеговия.
2. Супруга — Анна Лаура Гонсалес де Кастехон, дочь Гиля Фадрике де Кастехона, 1-го маркиза де ла Солана.
3. Супруга — Агуэда Мария де Камарго и Ангуло, дочь Хосе Антонио де Камарго и Паскера, 1-го графа де Вильярреа. Ему наследовал его сын от первого брака:

- Мартин Николас Гонсалес де Кастехон и Ибаньес де Сеговия (1690—1765), 6-й маркиз де Грамоса, 2-й маркиз де Веламасан, 10-й маркиз де Лансароте, виконт де лас Вегас-де-Матуре

1. Супруга — Тереза Игнасия Давила и Суарес де Мендоса (1701—1735), 2-я маркиза де Альбасеррада, 16-я графиня де Корунья.
2. Супруга — Мария Мануэла де Вильялонга и Веласко (1708—1774), дочь Франсиско де Вильялонга и Фортуни, 1-го графа де ла Куэва. Ему наследовал его сын от первого брака:

- Мартин Мигель де Кастехон и Давила (1728—1764), 7-й маркиз де Грамоса, 3-й маркиз де Веламасан, 18-й граф де Корунья, граф де Ла-Рибера, 17-й виконт де лас Вегас-де-Матуте.

1. Супруга — Бернарда де Сильва и Рабата, дочь Фернандо де Менесеса Сильвы и Масибради, 13-го графа де Сифуэнтес, и Каталины Луизы Рабата и Эстрасольдо. Ему наследовал их дочь:

- Мария дель Пилар де Кастехон и Сильва (1750—1806), 8-я маркиза де Грамоса, 4-я маркиза де Веламасан, 3-я маркиза де Альбасеррада, графиня де Корунья, виконтесса де Ториха, виконтесса де лас Вегас-де-Матуте.

1. Супруг — дядя Мартин Педро де Кастехон и Давила (1730—1793), 18-й граф де Корунья, маркиз де Беленья, граф де Паредес, виконт де Ториха.
2. Супруг — Мартин Педро де Кастехон и Сальседо (1734—1793), 2-й граф де Фуэртевентура и 4-й граф де Вильярреа. Ей наследовала её тетка:

- Анна Мария де Кастехон и Давила (1731—1815), 9-я маркиза де Грамоса, маркиза де Альбасеррада, графиня де Корунья, виконтесса де Ториха и виконтесса де лас Вегас-де-Матуте.

1. Супруг — Мартин Педро де Кастехон и Сальседо (1734—1793), 2-й граф де Фуэртевентура и 4-й граф де Вильярреа. Ей наследовала внучка 6-го маркиза де Грамоса:

- Мария Луиза де Сильва и Кастехон Пачеко и Вильялонга (1765—1825), 10-я маркиза де Грамоса, 5-я маркиза де Веламасан, 5-я маркиза де Алькончель, 15-я графиня де Сифуэнтес, 9-я маркиза де Альбасеррада, 13-я маркиза де Лансароте и графиня де ла Рибера. Дочь Хуана де Менесеса Сильвы и Рабаты, 14-го графа де Сифуэнтес, и Марии Бернарды Гонсалес де Кастехон и Вильялонга.

1. Супруг — Хуан Баутиста Мария де Керальт и де Пинос (1758—1803), 7-й граф де Санта-Колома, 5-й маркиз де Бесора, 5-й маркиз де Альболоте. Ей наследовал их сын:

- Хуан Баутиста де Керальт и Сильва[исп.] (1786—1865), 11-й маркиз де Грамоса, 14-й маркиз де Лансароте, 8-й граф де Санта-Колома, 9-й маркиз де Алькончель, 6-й маркиз де Бесора, 6-й маркиз де Альболоте, 10-й маркиз де Альбасеррада, 16-й граф де Сифуэнтес, 7-й граф де ла Куэва, 7-й граф де ла Ривера.

1. Супруга — Мария дель Пилар Букарелли Себриан и Фернандес де Миранда (1789—1828), 5-я маркиза де Вальеэрмосо, маркиза де Каньете, 8-я графиня де Херена, 10-я графиня де лас Амаюэлас, 9-я графиня де Фуэнклара, 6-я маркиза де Вальдекарсана, 10-я маркиза де Тарасена, 11-я графиня де Тахалу и виконтесса де Урсуа. Ему наследовал их сын:

- Хуан Баутиста де Керальт и Букарелли (1814—1873), 12-й маркиз де Грамоса, 15-й маркиз де Лансароте, 6-й маркиз де Вальеэрмосо, 11-й граф де лас Амаюэлас, 9-й граф де Санта-Колома, 7-й маркиз де Альболоте, 7-й маркиз де Бесора, 10-й маркиз де Алькончель, 11-й маркиз де Альсеррада, 8-й граф де ла Куэва, 17-й граф де Сифуэнтес, 8-й граф де ла Ривера, 7-й маркиз де Вальдекарсана, 17-й маркиз де Каньете, 14-й маркиз де Тарасена, 11-й граф де Эскаланте, 17-й граф де Тахалу, 10-й граф де Вильямор, 8-й граф де Фуэнклара.

1. Супруга — Мария Доминга Бернальдо де Кирос и Колон Ларреатеги (1816—1884) дочь Антонио Марии Бернальдо де Кироса и Родригеса де лос Риоса, 6-го маркиза де Монреаль, маркиза де Сантьяго, 6-го маркиза де ла Симада, и Иполиты Колон де Ларреатеги и Бакедано, дочери 12-го герцога де Верагуа. Ему наследовал их сын:

- Иполито де Керальт и Бернальдо де Кирос (1841—1877), 13-й маркиз де Грамоса, 16-й маркиз де Лансароте, 7-й маркиз де Вальеэрмосо, 12-й граф де лас Амаюэлас, 10-й граф де Санта-Колома, 8-й маркиз де Бесора, 11-й маркиз де Алькончель, 12-й маркиз де Альбасеррада, 9-й граф де ла Куэва, 9-й граф де ла Ривера, 8-й маркиз де Вальдекарсана, 18-й маркиз де Каньете, 15-й маркиз де Тарасена, 12-й граф де Эскаланте, 18-й граф де Тахалу и 11-й граф де Вильямор.

1. Супруга — Мария Эльвира Зинаида Фернандес-Макейра и Оянгурен (1845—1906), дочь Ремигио Фернандеса и Макейры и Фресии Оянгурен и Скуэлья. Ему наследовал их старший сын:

- Энрике де Керальт и Фернандес-Макейра (1867—1933), 14-й маркиз де Грамоса, 17-й маркиз де Лансароте, 8-й маркиз де Вальеэрмосо, 13-й граф де лас Амаюэлас, 11-й граф де Санта-Колома, 12-й маркиз де Алькончель, 10-й граф де ла Куэва, 10-й граф де ла Ривера, 9-й маркиз де Вальдекарсана, 19-й маркиз де Каньете, 16-й маркиз де Тарасена, 13-й граф де Эскаланте, 19-й граф де Тахалу, 12-й граф де Вильямор, 11-й граф де Херена, 10-й граф де ла Куэва, 10-й граф де ла Ривера и виконт дель Инфантадо.

1. Супруга — Бригида Хиль-Дельгадо и Олосабаль (1889—1956), дочь Карлоса Антонио Валентина Хиль-Дельгадо и Такона и Марии Бригиды де Оласабаль и Гонсалес де Кастехон, 2-й маркизы де Берна. Ему наследовал их сын:

- Энрике Керальт и Хиль-Дельгадо (1910—1992), 15-й маркиз де Грамоса, 18-й маркиз де Лансароте, 9-й маркиз де Вальеэрмосо, 12-й граф де Санта-Колома, 20-й маркиз де Каньете, 13-й маркиз де Алькончель, 14-й граф де лас Амаюэлас, 14-й граф де Эскаланте, 20-й граф де Тахалу, 13-й граф де Вильямор, 12-й граф де Херена, 11-й граф де ла Куэва и 11-й граф де ла Ривера.

1. Супруга — Мария Виктория де Чаварри и Поведа (1911 — ?), дочь Виктора де Чавари и Андуиса, 1-го маркиза де Триано, и Марии Хосефы де Поведа и Эчагуэ. Ему наследовал их сын:

- Энрике де Керальт и Чаварри (род. 8 марта 1935), 16-й маркиз де Грамоса, 10-й маркиз де Вальеэрмосо, 15-й граф де лас Амаюэлас, 13-й граф де Санта-Колома, 14-й маркиз де Алькончель, 21-й маркиз де Каньете, 15-й граф де Эскаланте, 21-й граф де Тахалу и 14-й граф де Вильямор.

1. Супруга — Анна Роза де Арагон и де Пинеда, дочь Бартоломе Арагона Гомеса и Марии дель Пилар де Пинеды и Кабанельяс, 7-й маркизы де Кампо-Санто. Передал титул маркиза своему сыну:

- Энрике де Керальт и Арагон (род. 13 апреля 1973), 17-й маркиз де Грамоса.